# Rodolfo Sciammarella
Rodolfo Aníbal Sciammarella (* 8. Oktober 1902 in Buenos Aires; † 24. Juni 1973 ebenda) war ein argentinischer Tangokomponist, -dichter und –pianist.

## Leben
Sciammarella entstammte einer Musikerfamilie, in der jeder ein Instrument spielte. Er selbst entschied sich für das Klavier und debütierte 1926 beim Radio als Pianist und Sänger. Um die gleiche Zeit komponierte er seinen ersten Tango No te engañes corazón nach einem Text seines Freundes José María Caffaro Rossi, der alsbald von Ignacio Corsini und 1928 von Carlos Gardel aufgenommen wurde. Der Schwerpunkt seiner Arbeit wurde die Komposition. Er komponierte Musik zu Musicals, Revuen und mehr als achtzig Filmen. Seine Tangos, Walzer und Märsche zählten zum Repertoire namhafter Sänger seiner Zeit.
Gardel nahm u. a. Por qué me das dique (Text von Luis Alonso), Che Bartolo, Dos en uno (Text von Enrique Cadícamo) und Vieja recova (Text von Cadícamo) auf. Zum Repertoire von Azucena Maizani zählten die Tangos Virgencita de arrabal, Coperita posta und Llevatelo todo. Charlo nahm acht seiner Kompositionen auf, darunter den Tango Parece mentira und den Walzer Salud dinero y amor. Zu den 21 Aufnahmen Francisco Lomutos zählen die Tangos Qué fácil es decir und De igual a igual und der Walzer Isabelita, der Titelsong des gleichnamigen Films. Populär wurde 1950 der Marsch Por cuatro días locos in der Interpretation von Albreto Castillo. Auch Ángel Vargas, Juan D’Arienzo und Julio De Caro spielten Kompositionen Sciammrellas.
Klassiker des Tangos wurden Titel wie Hacelo por la vieja, Chatita color celeste, Dime mi amor, Tres recuerdos und Total para que. Amanda Ledesma sang in den Film Dancing (1933) den Tango No quiero verte más, in ¡Tango! Andate nach einem Text von Roberto Fontaina und in Ayudame a vivir den Tango Arrepentido. Später komponierte Sciammarella alle Nummern des Films Besos brujos für sie.
Sciammarella war von Beginn an Anhänger des Generals Juan Perón. Sein Marsch Evita capitana wurde von Nelly Omar und Juanita Larrauri aufgenommen. Nach dem Sturz Peróns 1955 ging er zunächst nach Mexiko, später nach Spanien ins Exil, wo er Perón mehrfach besuchte. Als er im Alter nach Argentinien zurückkehrte, hatte der Tango stark an Popularität verloren. Vierzig Jahre später nahm die Sängerin Denise Sciammarella (die nicht mit Rodolfo Sciammarella verwandt ist) u. a. mit der Bandoneonistin Cindy Harcha eine CD mit zwölf Titeln des Komponisten auf.

## Filmmusik
- 1933: ¡Tango!.
- 1936: Ayúdame a vivir (Titelmusik).
- 1937: Besos brujos.
- 1937: Muchachos de la ciudad.
- 1937: Papá Chirola.
- 1937: Sol de primavera (Titelmusik).
- 1938: Adiós Buenos Aires (Titelmusik).
- 1938: El último encuentro.
- 1938: Kilómetro 111.
- 1938: Pampa y cielo.
- 1939: Ambición (Titelmusik).
- 1939: El sobretodo de Céspedes.
- 1939: Los pagarés de Mendieta.
- 1939: Mandinga en la sierra.
- 1940: De México llegó el amor.
- 1940: El ángel de trapo (Titelmusik).
- 1940: El astro del tango.
- 1940: Isabelita.
- 1940: La luz de un fósforo.
- 1940: Los muchachos se divierten.
- 1940: Luna de miel en Río.
- 1941: El tesoro de la isla Maciel.
- 1941: Melodías de América.
- 1941: Peluquería de señoras (Titelmusik).
- 1941: Si yo fuera rica (Titelmusik).
- 1941: Un bebé de París.
- 1942: Elvira Fernández, vendedora de tienda.
- 1942: En el último piso (Titelmusik).
- 1942: Ven mi corazón te llama.
- 1943: El fabricante de estrellas (Titelmusik).
- 1943: La calle Corrientes.
- 1945: Cinco besos.
- 1946: Cristina.
- 1946: La tía de Carlos.
- 1948: El tango vuelve a París.
- 1948: La rubia Mireya.
- 1948: Recuerdos de un ángel.
- 1949: Alma de bohemio.
- 1949: Avivato.
- 1949: El ídolo del tango.
- 1949: Un tropezón cualquiera da en la vida.
- 1950:  Al compás de tu mentira.
- 1951: A La Habana me voy.
- 1953: Por cuatro días locos.
- 1953: Rebelión en los llanos.
- 1999: Perón, sinfonía del sentimiento (Titelmusik).